# Црква Светог великомученика Георгија у Трнову
Црква Светог Великомученика Георгија је храм Српске православне цркве који се налази у насељу Трново, град Источно Сарајево, у Републици Српској, БиХ. Припада дабробосанској митрополији, архијерејском намјесништву Сарајевском.

## Историја
Црква Св. Великомученика Георгија изграђена је 1886. године, а први свештеник у овој парохији је био Ристо Максимовић. Током 19. и 20. вијека црква је, као и сви остали вјерски објекти, а и сам народ трновског краја, преживјела многа тешка времена, међу којима су два свјетска и један грађански рат.
Љетопис цркве је изгорио, па нема података како се одвијао вјерски живот у Трнову током аустријске владавине. У току Првог свјетског рата, црква је претрпјела велика оштећења, док су и сама звона скинута са цркве и однесена. 1920. године црква је реконструисана, а годину касније је постављено и ново звоно. Током 1943. године црква је поновно доживјела скрнављење, архива је запаљена, поломљене иконе и уништен иконостас. Након рата, 1945. године, народ је кренуо да обнавља уништене вјерске објекте, своје светиње. Први послијератни свештеник који је службовао, био је Драгољуб Јанковић. Црквени одбор са свештеником Јанковићем и вјерним народом из Трнова и околине је кренуо у обнову богомоље. На мјесто предсједника црквеног одбора постављен је Божо Поповић. Проблеми су наступили са новом комунистичком влашћу. Црквена кућа је претворена у хотел, парохијски дом је заузела Удба, црквено земљиште национализовано и на њему подигнут задружни дом као и костурница партизанским борцима. Нова власт је свим средствима покушавала да забрани народу одлазак у цркву на Богослужења.
Значајни радови на реконструкцији саме цркве десили су се 1976, јер је годину дана прије народ са црквеним одбором одлучио да замијени лимени кров бакарним, укључујући и саму куполу и да подигне звоник у висину за 3 метра. У том периоду свештеничку дужност вршио је Недељко Поповић.
Почетком Одбрамбено-отаџбинског рата, јединице такозване Армије БиХ су заузеле Трново, вршиле терор над самим становништвом, храм је страдао у великој мјери, парохијски дом и сама црква су запаљени, а свештеник Недељко Поповић је убијен од стране муслиманских екстремиста 10. јуна 1992. године. Након ослобођења Трнова љета 1993. године под командом војводе Славка Алексића на челу Новосарајевској четничког одреда, посмртни остаци свештеника Поповића су пронађени и сахрањени у порти саме цркве, а у наредним годинама рата храм је оспособљен за основну функцију Богослужења. Од 1996. до 1999. године црква и дом су обновљени вољом народа на челу са свештеником Чедом Ђуреиновићем, те уз велику помоћ донатора, и локалне заједнице. Црква је освештана 3. октобра 1999. године са благословом Његовог Високопреосвештенства Митрополита дабробосанског господина Николаја.